# かまど神

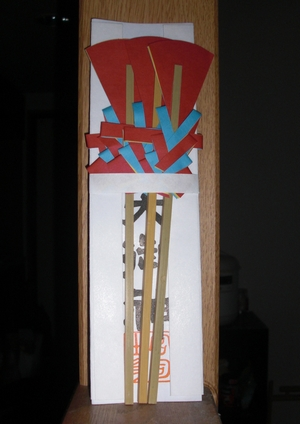
札幌市西野神社の竈神鎮火札

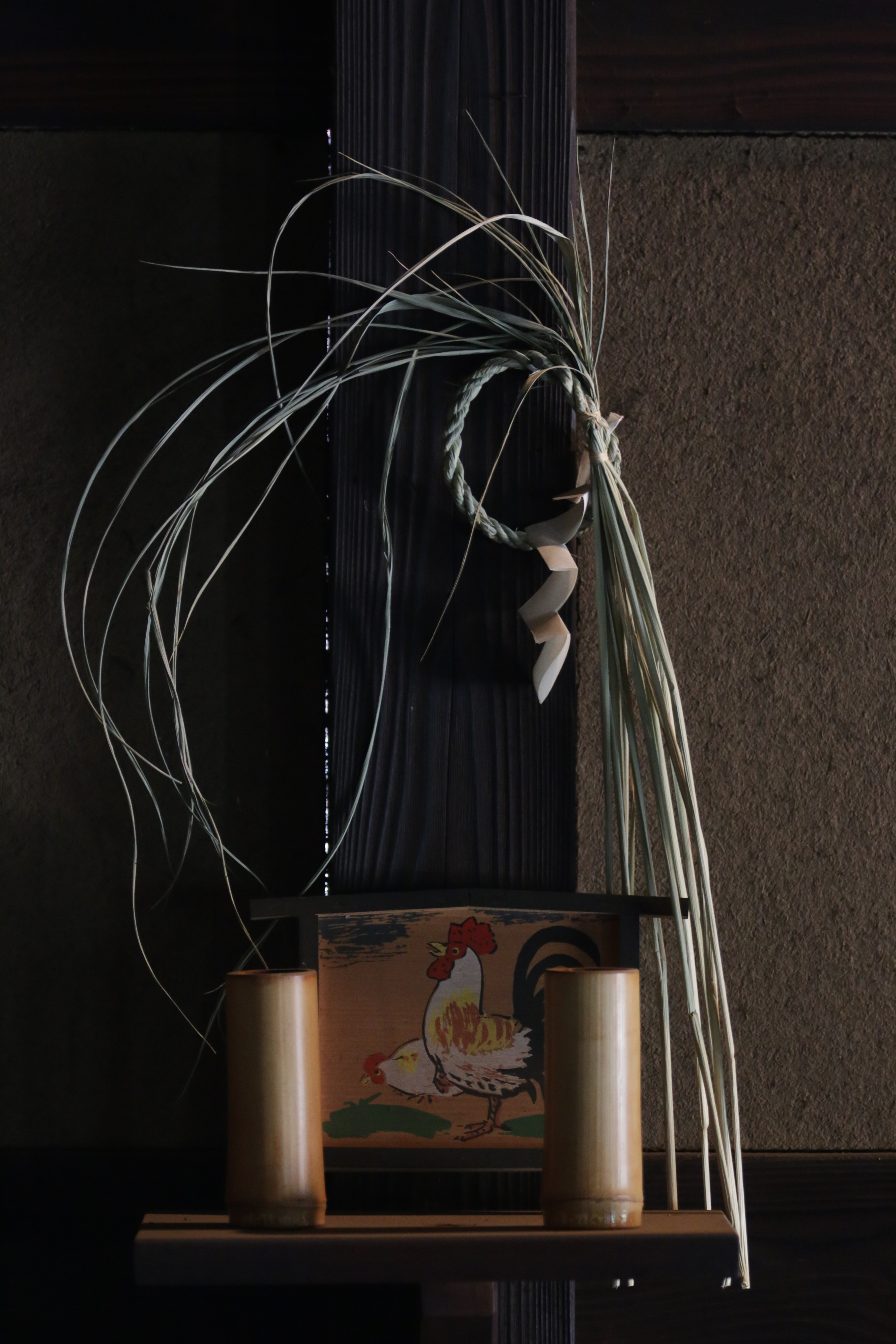
江戸東京たてもの園の復元建物内に設置されたかまど神

かまど神（かまどがみ）は竈・囲炉裏・台所などの火を使う場所に祀られる神。

## 日本のかまど神
火の神であると同様に農業や家畜、家族を守る守護神ともされる。竈神、久那土神とも呼ばれることがある。
日本列島におけるカマドの伝来は古墳時代前期末（4世紀後半）～中期前半（5世紀前半）にさかのぼり、朝鮮半島から渡来人を通じてもたらされた。当時の集落遺跡の竪穴建物に造り付けカマドが導入されると、調理様式や器材に「台所革命」とも評される劇的な変化を与え、古墳時代中期～後期（5世紀～6世紀）にかけて爆発的に普及していった。この時、カマドを信仰の対象として捉える文化も同時に普及し、カマド構築材に祭祀遺物（石製模造品）を封じ込める例（神奈川県横浜市矢崎山遺跡）や、古いカマドを解体する際に底を打ち欠いた土師器を2枚伏せて「カマド鎮め」をしたと見られる例（千葉県香取市小六谷台遺跡）などが、各地で見つかっている。
千葉県印旛郡酒々井町の飯積原山遺跡（いいづみはらやまいせき）では、平安時代前期（9世紀）の竪穴建物から出土したカマドの土製支脚に眉・目・鼻の表現が線刻されていた。また、埼玉県深谷市・熊谷市の、7世紀から11世紀にかけての官衙跡である幡羅官衙遺跡群の竪穴建物から出土した土製支脚と見られる棒状土製品にも人面が彫刻されていた。2023年（令和5年）1月には、茨城県那珂市の下大賀遺跡の竪穴建物から、人面および胴体が線刻された石製支脚が出土した（石製では初の事例）。これらカマドの支脚にみられる人面付きのものは、カマド神の表現ではないかとされている。
一般にはかまどや炉のそばの神棚に幣束や神札を祀るが、祀り方の形態は地方によって様々である。東北地方では仙台藩領の北部（宮城県北部から岩手県南部）では、竈近くの柱にカマ神やカマ男と呼ばれる粘土または木製の面を出入口や屋外に向けて祀る。新築する際に家を建てた大工が余った材料で作るもので、憤怒の形相をしており陶片で歯を付けたりアワビの貝殻を目に埋め込んでいるのが特徴。信越地方では釜神といって、約1尺の木人形2体が神体であり、鹿児島県では人形風の紙の御幣を祀っている。竈近くの柱や棚に幣束や神札を納めて祀ったり、炉の自在鉤や五徳を神体とする地方もある。島根県安来市につたわる安来節も火男を象徴しているということが言われている。沖縄、奄美群島ではヒヌカン（火の神）といって、家の守護神として人々には身近な神である。
日本の仏教における尊像・三宝荒神は、かまど神として祀られることで知られる。これは、清浄を尊んで不浄を排する神ということから、火の神に繋がったと考えられている。また近畿地方や中国地方では、陰陽道の神・土公神がかまど神として祀られ、季節ごとに春はかまど、夏は門、秋は井戸、冬は庭へ移動すると考えられている。
神道では三宝荒神ではなく、竈三柱神（稀に三本荒神）を祀る。竈三柱神はオキツヒコ（奥津日子神）・オキツヒメ（奥津比売命）・カグツチ（軻遇突智、火産霊）とされる。オキツヒコ・オキツヒメが竈の神で、カグツチ（ホムスビ）が火の神である。なお、平野神社（旧官幣大社）の第二座の久度大神は、竃神である。
住居空間では竈は座敷などと比べて暗いイメージがあることから、影や裏側の領域、霊界（他界）と現世との境界を構成する場所とし、かまど神を両界の媒介、秩序の更新といった役割を持つ両義的な神とする考え方もある。また、性格の激しい神ともいわれ、この神は粗末に扱うと罰が当たる、かまどに乗ると怒るなど、人に祟りをおよぼすとの伝承もある。
今川貞世や今川仲秋は、静岡市葵区にある奥津彦神社を深く信仰した。

## 中国のかまど神

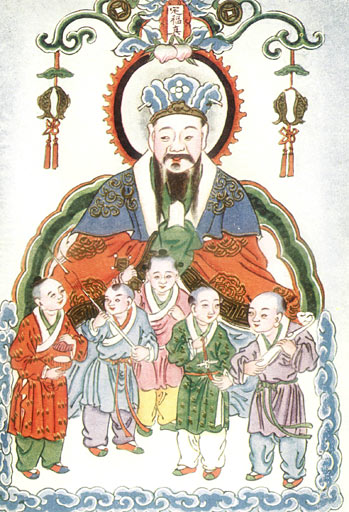
灶神

中国では古来の習慣として、竈神（かまどがみ、そうしん、簡体字: 灶神＝ザォシェン、または簡体字: 灶君＝ザォジュン）が祭られていた。また、竃神の呼び名は「竃神」の他に「竃王」「竃君」「竃公」「竃君公」「竃王爺」「竃司」というものがある。旧暦12月23日（または年によって24日）は祭竈節（さいそうせつ、チーザォチェ、または竈王節）で、かまどの大掃除をして、かまど神に天帝（玉皇大帝）へ家庭が円満であることを報告してもらった。この日を旧正月（大年）に対して、小年（シャオニェン）とも呼んで、お正月の最終準備を開始する日とした。
竃神の役割として、普段はその家の人々の行いを監視して、一年に一度、旧暦の12月23日に天界に登っていき、その家の人々の善行と悪行を報告することである。
この旧暦の12月23日は、それぞれの家の人々は粘り気のある飴を供えて、悪い報告をされないようにする家があれば、報告される内容をより良いものにしてもらうために、酒や肉を供える家もある。
大掃除の一環として12月23日にかまども掃除して、竈神を祭る習慣は、日本にもかまどがあった1960年代までは田舎で行なわれていた他、沖縄では今でも旧暦12月24日に御願解き（ウガンブトゥチ）という竈神であるヒヌカンに感謝を捧げ、一年の願いを解き天へ送る行事が、拝所や各家庭にて執り行われている。

### 荘子
西晋のころ、司馬彪の『荘子』達生第十九「竈有髻。（竈に髻がある。）」の注に「髻，竈神，著赤衣，状如美女。（髻があるかまど神は、赤い衣を着ていて、姿は美女のようである。）」と述べている。

### 論語
古くは論語の中にも登場し、八佾第三の十三に孔子と王孫賈のやりとりの記述がある。

### 捜神記
志怪小説である「捜神記」の中にも竃神が登場する。「陰子方」という人物のもとに竃神が出現したという話が述べられている。

### 礼記
漢の時代以降は、竃神を祭るのは十二月であるとされているが、漢の時代以前は、六月に祭っていた時もあった。これは『礼記』月令に述べられている。

## ギリシャ・ローマ神話の暖炉・家庭の神
ギリシア神話のヘスティアー、ローマ神話のウェスタがかまどの神である。

## リンク
- カマ神 - 東北歴史博物館が所蔵するカマ神